# 2024 في البحرين
فيما يلي هذه الأحداث التي حصلت في عام 2024 في البحرين.

## المناصب
| صورة فوتوغرافية | المنصب             | الاسم                 |
| --------------- | ------------------ | --------------------- |
|                 | ملك البحرين        | حمد بن عيسى آل خليفة  |
|                 | رئيس وزراء البحرين | سلمان بن حمد آل خليفة |

## تعيينات

#### يناير
- 11: إبراهيم يوسف أحمد يوسف وكيلًا مساعدًا للثروة الحيوانية في وزارة شئون البلديات والزراعة.[1]
- 11: خالد علي حسين القلاف مديرًا عامًا لبلدية المحرق.[2]
- 11: نايف خليفة إبراهيم الذوادي وكيلًا مساعدًا لشئون المحاكم والتنفيذ في وزارة العدل والشئون الإسلامية والأوقاف.[3]

## الأحداث

#### يناير
- 1: توفير خدمة إصدار جواز بدل فاقد وبدل تالف للمواطنين البحرينيين داخل مملكة البحرين عبر بوابة الحكومة الإلكترونية.[4]
- 1: هيئة تنظيم سوق العمل تقدم إعفاءات خاصة لأصحاب مكاتب توظيف البحرينيين فقط.[5]
- 1: انتداب 6 من موظفي إدارة الشؤون القانونية بالهيئة العامة وذلك للقيام بأعمال التفتيش على منشآت أصحـاب العمل الخاضعين لقانون التأمين الاجتماعي.[6]
- 1: إصدار تعليمات الخدمة المدنية بشأن تظلمات الموظفين غير شاغلي الوظائف العليا ومن في حكمهم.[7]
- 1: وزارة شئون الشباب تطلق الخدمات الإلكترونية لمراكز تمكين الشباب.[8]
- 1: فوز الصحفية البحرينية هالة كمال الدين بجائزة أفضل مقال صحفي ضمن الدورة الأولى للجائزة العربية لمكافحة التدخين «مكين» التي أقيمت بمشاركة 12 دولة عربية في محافظة الإسماعيلية بجمهورية مصر العربية.[9]
- 1: هيئة المعلومات والحكومة الإلكترونية تُعلن انطلاق مسح دخل ونفقات الأسرة من يناير إلى نهاية ديسمبر.[10]
- 1: وزارة الإسكان تطرح مزايدات توفير 123 وحدة سكنية بهورة سند والبحير.[11]
- 2: نظمت الشبكة الإقليمية للمسؤولية الاجتماعية فعاليات ملتقى الشخصيات العربية الأكثر تأثيرا في مجال المسؤولية المجتمعية لعام 2023 وقد تم اختيار الشيخ الدكتور خالد بن خليفة آل خليفة العضو الفخري للشبكة الإقليمية للمسؤولية الاجتماعية - مملكة البحرين ضمن ثلاث شخصيات عربية تركت بصمات خالدة في مجال الممارسات المسؤولة وقد توفاهم الله تعالى خلال عام 2023.[12]
- 2: قامت بلدية المنطقة الجنوبية والمجلس البلدي بتنفيذ حملة «حدائقنا.. مسؤوليتنا» للتوعية بالنظافة العامة في الحدائق والمنتزهات بتوعية أكثر من 500 طفل في حديقة خليفة الكبرى بالرفاع.[13]
- 2: تصدرت جامعة العلوم التطبيقية قائمة الجامعات الخاصة في البحرين في تصنيف غرين ماتريك العالمي للسنة الخامسة على التوالي.[14]
- 2: سفارة فلسطين في البحرين توقد الشعلة الـ59 لانطلاقة الثورة الفلسطينية المجيدة.[15]
- 2: هيئة تنظيم الاتصالات: 2% الرسم السنوي للترخيص الممتاز والعادي.[16]
- 2: مجلس احتياطي الأجيال القادمة يوقع اتفاقية مع مجموعة "سي بي آر إي" الاستثمارية لإدارة برج احتياطي الأجيال القادمة.[17]
- 2: مركز سمو الشيخ ناصر للبحوث والتطوير في الذكاء الاصطناعي يحصل على شهادة الآيزو العالمية لإدارة أمن المعلومات.[18]
- 2: رئيس الحرس الوطني يفتتح مبنى القضاء العسكري في معسكر الصخير.[19]
- 4: البحرين تدين التفجيرات الإرهابية في مدينة كرمان الإيرانية.[20]
- 4: إعادة تشكيل مجلس أمناء المؤسسة البحرينية للحوار.[21]
- 4: الهملة الأعلى في التداولات العقارية بقيمة 62 مليون دينار.[22]
- 4: فتح باب التطعيم للأطفال من 5 إلى 11 عاما باللقاح المطور المضاد لفيروس كورونا.[23]
- 5: أظهر تقرير إحصائي حديث تقدّم مملكة البحرين من حيث مساحة الأراضي المزروعة من إجمالي المساحة الكلية من بين دول الخليج العربي الست، حيث بلغت مساحة الأراضي المزروعة نحو 20 كيلومترا مربعا بنسبة 2.5%، لتحتل المركز الأول خليجيا.[24]
- 5: وافق مجلس بلدي المحرق على إزالة النصب التذكاري «الشلال» الذي يقع على شارع خليفة الكبير تمهيدا لتشييد جسر علوي جديد، إلى شارع المطار، واستخدام المساحة الفارغة لبناء طرق موسعة جديدة لسكان المنطقة وزوارها.[25]
- 5: جامعة البحرين والجامعة العربية المفتوحة توقعان مذكرة للتعاون في المجالات الأكاديمية وتعزيز البحث العلمي.[26]
- 7: محمد بن سلمان بن حمد آل خليفة يفتتح مؤتمر التراث الأثري لتقنيات الري وإدارة المياه في العالم الإسلامي.[27]
- 7: فاز جواز السفر الإلكتروني لمملكة البحرين بثلاث جوائز ذهبية وسبع فضية من بين جوائز لندن للتصميم.[28]
- 7: برنامج السجون المفتوحة ينال شهادة الاعتماد من الجمعية الإصلاحية الأمريكية كأول جهة من خارج الولايات المتحدة.[29]
- 8: إنشاء وتشغيل مركز منيرة بن هندي للتدخل المبكر.[30]
- 8: انطلقت أعمال الدورة الثانية من منتدى الشرق الأوسط للاستدامة والتي ستعقد في الفترة من 8 إلى 9 يناير 2024 بفندق الخليج في مملكة البحرين.[31]
- 9: إيقاف معلم في قضية الاعتداء على طالب.[32]
- 9: زيارة قام الملك حمد بن عيسى آل خليفة لعدد من المشاريع الحيوية بالمحافظة الجنوبية من ضمنها فندق ومنتجع العرين رافلز.[33]
- 10: جامعة الخليج العربي تسجّل أول براءة اختراع أمريكية في مجال الأمن السيبراني.[34]
- 10: وزارة الإسكان تُباشر هدم شقق إسكانية بالمحرق تجاوزت الـ40 عامًا.[35]
- 10: استضافت مملكة البحرين ندوة دولية حول التعلم الاجتماعي والعاطفي، نظمها المركز العربي للبحوث التربوية لدول الخليج بدولة الكويت.[36]
- 10: إطلاق النسخة الثانية من برنامج (قدها).[37]
- 11: مرور 22 سنة على تأسيس مركز الشيخ إبراهيم بن محمد آل خليفة للثقافة والبحوث.[38]
- 11: استضافة بطولة آسيا لكرة اليد للرجال 2024.[39]
- 11: أعلن الدكتور الشيخ عبدالله بن أحمد بن عبدالله آل خليفة رئيس مجلس أمناء مركز الملك حمد العالمي للتعايش السلمي تعيين عبد الله عيسى المناعي مديرًا تنفيذيًا للمركز.[40]
- 11: تعيين إبراهيم يوسف أحمد يوسف وكيلًا مساعدًا للثروة الحيوانية في وزارة شئون البلديات والزراعة.[41]
- 11: تعيين خالد علي حسين القلاف مديرًا عامًا لبلدية المحرق.[42]
- 11: تعيين نايف خليفة إبراهيم الذوادي وكيلًا مساعدًا لشئون المحاكم والتنفيذ في وزارة العدل والشئون الإسلامية والأوقاف.[43]
- 11: وضع حجر الأساس لمشروع إنشاء مركز آل خليفة الرياضي العسكري بمنشأة الإسناد البحري البريطاني.[44]
- 11: أصدر فلاديمير بوتين رئيس روسيا الاتحادية مرسوما رئاسيا يقضي بمنح أحمد عبد الرحمن الساعاتي سفير مملكة البحرين لدى روسيا الاتحادية وسام الصداقة.[45]
- 12: رسوم إصدار جواز السفر الإلكتروني لأول مرة 6 دنانير للفئة العمرية 60 سنة فما فوق.[46]
- 12: افتتح وزير الخارجية عبد اللطيف الزياني المعرض المُصاحب لفعاليات اليوم الدبلوماسي في نسخته الثانية في مجمع السيف بالمنامة.[47]
- 12: توقيع إعلان نوايا بين وزارتي الداخلية في البحرين والنمسا.[48]
- 12: تسلمت البحرين رئاسة الدورة الثالثة لاتحاد المحامين الخليجيين.[49]
- 13: أعلنت دارة محمد جابر الأنصاري للفكر والثقافة فوز عاصف رفيق عبد الهادي من دولة فلسطين بجائزة المسابقة النقدية «الأنصاري في مرآة الشباب» وقيمتها 2000 دولار أمريكي التي خصصت لمجال البحث والتحليل للشباب العربي لمؤلفات المفكر البحريني.[50]
- 13: أعلنت شركة الخليج لصناعة البتروكيماويات أن نسبة البحرنة بها هي 93% فيما تبلغ النسبة بالصف الأول من المدراء والصف الثاني من رؤساء الأقسام 100%.[51]
- 14: تعيين هالة بنت محمد جابر الأنصاري مستشاراً لجلالة الملك المعظم للشؤون الثقافية والعلمية بدرجة وزير.[52]
- 14: إطلاق النسخة الخامسة من جائزة الملك حمد للتنمية الزراعية.[53]
- 15: تسجيل وقيد هيئة ناصر الخير في سجل قيد الهيئات الخاضعة لوزارة شؤون الشباب.[54]
- 15: نظمت محافظة العاصمةوجمعية المحفزين البحرينية لذوي الإعاقة ماراثون كن محفزاً لذوي الهمم.[55]
- 15: افتتاح حديقة المعامير بعد تطويرها بمساهمة من شركة بابكو للتكرير.[56]
- 16: هدم مبنى مفرخة الدواجن في منطقة البحير.[57]
- 16: فاز الطالب بسنة الامتياز بكلية الطب والعلوم الطبية بجامعة الخليج العربي جاسم خالد الجاسم بالمركز الثاني في جائزة المواهب الإعلامية 2023 التي نظمتها وزارة الإعلام .[58]
- 16: تكليف لولوة بنت صالح العوضي بمهام الأمين العام للمجلس الأعلى للمرأة بالإنابة.[59]
- 16: هيئة المعلومات والحكومة الإلكترونية تعلن عن تدشين خدمتي"التبرع بالدم" و"شهادة فحص الرياضيين" عبر تطبيق صحتي.[60]
- 17: وزارة شؤون البلديات والزراعة توقع مذكرة تفاهم في عدد من المجالات المشتركة مع جمهورية سلوفاكيا.[61]
- 18: اتفاقية تعاون في مجال أمن المعلومات بين المركز الوطني للأمن السيبراني وشركة «مايكروسوفت».[62]
- 18: البحرين تدين الاعتداء الإيراني على العراق في أعقاب الهجمات الصاروخية الإيرانية التي جرت مساء يوم 15 يناير على عدة مواقع سكنية في مدينة أربيل عاصمة إقليم كردستان شمالي جمهورية العراق، مما تسبب في وقوع عدد من الشهداء المدنيين الأبرياء وإصابة آخرين.[63]
- 18: إعادة تشكيل مجلس إدارة هيئة رعاية شئون الخيل برئاسة الشيخ دعيج بن سلمان بن مبارك آل خليفة.[64]
- 18: إقامة حفل وصول سفينة مملكة البحرين (خالد بن علي) التابعة لسلاح البحرية الملكي البحريني.[65]
- 21: كشف التقرير الإحصائي للربع الثالث من عام 2023 للهيئة العامة للتأمين الاجتماعي أن متوسط العمر عند التقاعد في القطاع العام بين الذكور هو 51 عاما وبين الإناث 49 عاما، بمتوسط 50 عاما، فيما ينخفض المتوسط في القطاع الخاص بين الذكور إلى 48 عاما و44 بين الإناث بمتوسط 46 عاما.[66]
- 21: الملك يصادق ويصدر قانون رقم (1) لسنة 2024 بتعديل المادة (1) من المرسوم بقانون رقم (10) لسنة 1976 في شأن الإسكان.[67]
- 21: إقامة حفل تخريج الفوج الخامس والعشرين من طلبة جامعة البحرين.[68]
- 22: قدمت "كاف الإنسانية" عدد 6 سيارات إسعاف مجهزة بالكامل، منها عيادتان متنقلتان، وذلك للمساهمة في جهود مملكة البحرين لدعم الفلسطينيين في غزة.[69]
- 22: تعيين سارة أحمد بوحجي رئيساً تنفيذياً لهيئة البحرين للسياحة والمعارض والآنسة دانة أسامة يوسف السعد نائباً للرئيس التنفيذي للموارد والمشاريع بهيئة البحرين للسياحة والمعارض.[70]
- 22: تُنقل نورة خميس خليفة السعدون مدير إدارة الإحصاءات الاقتصادية في هيئة المعلومات والحكومة الإلكترونية لتكون مديراً لإدارة السياسات والتخطيط في هيئة البحرين للسياحة والمعارض ويعين في هيئة البحرين للسياحة والمعارض كل من: 1-مجيد محمد مجيد الماجد مديراً لإدارة تطوير الأعمال والتراخيص 2-محمد أحمد سند مديراً لإدارة الرقابة السياحية 3-أحمد يوسف تقي مديراً لإدارة المشاريع والمنشآت 4-مريم أحمد مسيح توراني مديراً لإدارة التسويق والترويج 5-علي أحمد عبدالله ضيف مديراً لإدارة الموارد والمعلومات[71]
- 23: وافق مجلس بلدي الشمالية بالإجماع تسمية كوبري الجسرة باسم أمير الكويت الراحل الشيخ نواف الأحمد الجابر الصباح.[72]
- 24: كشف تقرير لمنظمة الصحة العالمية صدر مؤخرا أن حوالي 21.1% من السكان في البحرين مدخنون، 91% منهم ذكور.  وتشير تقديرات التقرير العالمي إلى أن 211 لكل ألف من السكان في البحرين من مستخدمي التبغ، بإجمالي تقديري يصل إلى 337 ألفا و600 مدخن من أصل مليون و600 ألف نسمة يسكنون البلاد، وذلك وفقا للإحصائية المعلن عنها في منتصف عام 2023.[73]
- 24: أطلقت وزارة الصناعة والتجارة دليل الاستثمار الصناعي (تصنيع) كأحد مبادرات استراتيجية قطاع الصناعة.[74]
- 25: أحرزت مملكة البحرين المركز الأول في تقييم أداء الألعاب الإلكترونيّة بتقنية شبكة الجيل الخامس (G5) في منطقة دول مجلس التعاون لدول الخليج العربية ومنطقة الشرق الأوسط في النصف الأول من عام 2023 وفقا لبيانات مؤشر سبيد تيست «Speedtest» الذي تصدره شركة أوكلا «Ookla» المتخصصة في قياس سرعة الإنترنت.[75]
- 25: افتتاح مبنى نادي إبراهيم خليل كانو الاجتماعي للوالدين بمحافظة المحرق.[76]
- 26: افتتاح مسجد صالح الفضالة بديار المحرق.[77]
- 27: أعلنت وزارة الخارجية أنه يمكن لمواطني مملكة البحرين المسافرين إلى المملكة المتحدة الحصول على تصريح سفر إلكتروني بدءًا من 1 فبراير 2024، على أن تكون مدة التصريح سنتين لعدد غير محدود من الزيارات على أن تكون مدة إجراءات الإصدار 3 أيام كحد أقصى.[78]
- 27: 514 مليون دينار صادرات الألمنيوم البحريني إلى الولايات المتحدة الأمريكية.[79]
- 29: تسجيل وقيْد هيئة مساري الشبابية بوزارة شؤون الشباب.[80]
- 29: «كاف الإنسانية» تحصل على جائزة خالد العيسى الصالح للتميز في العمل الخيري من الكويت.[81]
- 29: أعلنت الإدارة العامة للدفاع المدني وبالتنسيق مع هيئة المعلومات والحكومة الإلكترونية عن انضمامها إلى النظام الوطني للمقترحات والشكاوى (تواصل).[82]
- 29: تصدرت مملكة البحرين مؤشر تنمية تقنية المعلومات والاتصالات (IDI) للعام 2023 الصادر من الاتحاد الدولي للاتصالات.[83]
- 29: وضع حجر الأساس لمركز بنك البحرين والكويت الصحي، في منطقة قلالي بمحافظة المحرق.[84]
- 30: إعادة تعيين مصطفى السيد عضو مؤسس في بيت الزكاة والصدقات المصري.[85]
- 30: افتتاح حديقة سند مجمع 743.[86]

### فبراير
- 1: افتتاح معرض البحرين السنوي للفنون التشكيلية في نسخته الخمسين، في متحف البحرين الوطني.[87]
- 1: تعيين دلال جاسم الزايد عضواً بالمجلس الأعلى للمرأة.[88]
- 1: تعيين إبراهيم علي عبدالرحمن آل بورشيد وكيلاً مساعداً للتعليم بوزارة التربية والتعليم.[89]
- 1: يُعيَّن في وزارة التربية والتعليم كُلٌّ من: 1- نسرين عبدالرضا علي مديراً لإدارة العمليات التعليمية المنطقة (2) 2- أمل عبدالله خميس الكعبي مديراً لإدارة العمليات التعليمية المنطقة (4)[90]
- 2: أجازت الهيئة الوطنية لتنظيم المهن والخدمات الصحية استخدام إبرة مونجارو في مملكة البحرين.[91]
- 3: ختام أسبوع الموضة من باريس إلى المنامة لعام 2023.[92]
- 3: تخريج الدفعتين الأولى والثانية من برنامج إعداد وتأهيل الوسطاء تحت عنوان «الشهادة الاحترافية في الوساطة المدنية والتجارية».[93]
- 4: فوز بحث طبي بحريني من أصل 41 بحثا في مؤتمر أبوظبي للصحة النفسية المتكاملة.[94]
- 4: تعيين مصطفى علي السيد محمد السيد نائباً لرئيس مجلس أمناء المؤسسة الملكية للأعمال الإنسانية.[95]
- 4: تسلّمت وزارة الإسكان والتخطيط العمراني وزيرة الإسكان والتخطيط العمراني، الدرع الذهبي بمركز خدمة العملاء بالوزارة.[96]
- 4: افتتاح المدرسة الكندية-البحرين.[97]
- 4: تعيين علي بن خليفة بن محمد آل خليفة أميناً عاماً للمؤسسة الملكية للأعمال الإنسانية.[98]
- 5: الذكرى السادسة والخمسين لتأسيس قوة دفاع البحرين.[99]
- 6: ترخيص مبرة إبراهيم بن أحمد بن إبراهيم المؤيد.[100]
- 7: استلام أوراق اعتماد أوكاي آساكو سفير اليابان و أندرياس إيلياديس سفير جمهورية قبرص و فهد محمد سالم بن كردوس العامري سفير دولة الإمارات العربية المتحدة.[101]
- 7: تدشين مشروع رماح البحرين (معسكر رأس البر).[102]
- 8: تَسلُّم المجلس الأعلى للبيئة الدرع الذهبي ضمن برنامج تقييم مراكز الخدمة الحكومية "تقييم 4".[103]
- 8: افتتاح النسخة الثالثة من معرض التمويلات الإسكانية.[104]
- 8: افتتاح أول مكتب للشركة السعودية البحرينية باستثمارات ٥ مليارات دولار.[105]
- 9: افتتاح مركز «سمو الشيخ عبدالله بن خالد آل خليفة» لأمراض الكلى.[106]
- 11: تسليم الدرع الذهبية لمركز خدمات المراجعين ببلدية المنطقة الجنوبية.[107]
- 11: انتخاب صلاح المدفع رئيسا لجمعية المحامين البحرينية وعضوية كل من خليفة الشاجرة وطلال الأيوبي، وجنان حسن، ومحمد فتيل، ومحمود العريبي، وسناء بوحمود.[108]
- 11: إقامة مراسم دفن الرائد عبدالله راشد النعيمي من قوة دفاع البحرين الذي استشهد أثناء قيامه بواجبه إثر تعرضه لعمل إرهابي مع 3 من منتسبي القوات المسلحة لدولة الإمارات العربية المتحدة أثناء أدائهم مهام تدريبية مع القوات المسلحة الإماراتية في جمهورية الصومال.[109]
- 12: إعادة تشكيل الهيئة العليا لنادي راشد للفروسية وسباق الخيل برئاسة عيسى بن سلمان بن حمد آل خليفة.[110]
- 13: قيام أمير دولة الكويت الشيخ مشعل الأحمد الجابر الصباح بزيارة دولة إلى مملكة البحرين.[111]
- 14: افتتاح مباني معسكر الطويلة التابعة لقوة دفاع البحرين.[112]
- 14: الذكرى الثالثة والعشرين على إقرار ميثاق العمل الوطني.[113]
- 14: فازت وزارة شؤون البلديات والزراعة بالمركز الأول عن فئة المسؤولية الاجتماعية بجائزة الكويت للإبداع 2023 (الموسم 11).[114]
- 14: حصد برنامج مكافحة العنف والإدمان (معاً)، جائزة الكويت للإبداع لعام 2023 في "مجال التوعية".[115]
- 14: افتتاح قمة الشركات العائلية 2024 في الشرق الأوسط وجنوب آسيا ومنطقة بحر قزوين.[116]
- 15: حصد برنامج بيبان التلفزيوني جائزة الكويت للإبداع ضمن فئة البرامج التلفزيونية.[117]
- 16: فوز عبد النبي سلمان النائب الأول لرئيس مجلس النواب وراشد محمد بونجمة الأمين العام لمجلس النواب بجائزة التميز البرلماني العربي للاتحاد البرلماني العربي.[118]
- 16: حصول مجمع السلمانية الطبي على شهادة الاعتماد من المجلس الأسترالي لمعايير الرعاية الصحية.[119]
- 17: فوز جهاد عبد الله الفاضل النائب الثاني لرئيس مجلس الشورى بالتزكية برئاسة الشبكة البرلمانية للسيدات البرلمانيات في إفريقيا والعالم العربي التابعة لرابطة مجالس الشيوخ والشورى والمجالس المماثلة في إفريقيا والعالم العربي.[120]
- 17: افتتاح مؤتمر جمعية الصيادلة البحرينية.[121]
- 17: وفاة فاعلة الخير عائشة المؤيد عن عمر ناهز 98 سنة.[122]
- 18: افتتاح فندق فريزر سويتس الكائن بمشروع الليوان في منطقة الهملة.[123]
- 18: تكليف وزير التنمية المستدامة القيام بالمهام الفنية والإدارية للرئيس التنفيذي لمجلس التنمية الاقتصادية وذلك إلى حين تعيين رئيس تنفيذي جديد للمجلس.[124]
- 18: تعيين في المستشفيات الحكومية كُلٌّ من: 1- الدكتورة نور رياض علي ضيف مديراً لإدارة العمليات. 2- الآنسة قدر أحمد مال الله الأنصاري مديراً لإدارة الخدمات. 3-إيمان إبراهيم علي قاسم مديراً لإدارة الموارد البشرية.[125]
- 20: استملاك وزارة شؤون البلديات والزراعة 66 عقارًا في منطقة المحرق وذلك من أجل مشروع تطوير مدينة المحرق.[126]
- 20: الترخيص لمؤسسة دار يوكو لرعاية الوالدين بإنشاء وتشغيل مركز الحد للتأهيل لمدة سنتين.[127]
- 20: زراعة 20,000 نبتة من القرم في قرية رأس حيّان.[128]
- 20: إنشاء إدارة تسمى "إدارة شئون الأراضي" بجهاز المساحة والتسجيل العقاري، وتتبع مدير عام التسجيل العقاري.[129]
- 20: وزير الخارجية يستلم أوراق اعتماد دينيس توسكانو أموريس، سفير جمهورية الإكوادور المعين لدى مملكة البحرين والمقيم في القاهرة، وأوراق اعتماد جون ميرينجيه، سفير جمهورية رواندا المعين لدى مملكة البحرين والمقيم في أبوظبي.[130]
- 20: إعادة تنظيم وزارة الإعلام.[131]
- 20: تعيين سلمان بن عبدالله آل خليفة نائباً لرئيس اللجنة العليا للتخطيط العمراني.[132]
- 20: إعادة تنظيم جهاز الخدمة المدنية.[133]
- 20: إعادة تنظيم مركز الاتصال الوطني.[134]
- 20: تعيين باسم بن يعقوب الحمر رئيساً لجهاز المساحة والتسجيل العقاري بدرجة وزير.[135]
- 21: رصد ما يفوق 2000 حاوية لجمع الملابس في جميع محافظات المملكة.[136]
- 21: افتتاح وحدة الرعاية اليومية لأمراض الدم الوراثية للنساء بمجمع السلمانية الطبي.[137]
- 21: إطلاق شركة بناء البحرين ضمن شراكة استراتيجية بين القطاع الخاص بمملكة البحرين ودولة الإمارات العربية المتحدة برأس مال قيمته 4 مليار دولار أمريكي.[138]
- 21: المجلس الأعلى للقضاء يصدر مدونة السلوك القضائية ومبادئ التمييز في التحكيم و"توحيد العقوبات" في الجنح.[139]
- 21: إعادة تشكيل مجلس إدارة جسر قطر- البحرين.[140]
- 22: عودة الخدمات المقدمة من خلال منصة التوظيف والتدريب والتأمين ضد التعطل بشكل طبيعي.[141]
- 22: انطلاق أعمال النسخة السادسة لمؤتمر البحرين للسكري والغدد الصماء.[142]
- 22: أعلن رجل الأعمال الإماراتي ورئيس مجلس إدارة مجموعة شركات إيجل هيلز العقارية محمد العبار عن التوجه لاستثمار ما يقارب 4 مليار دولار في مشاريع مختلفة.[143]
- 22: إقامة جائزة خالد بن حمد لمشاريع التخرج لطلبة مؤسسات التعليم العالي بالمملكة.[144]
- 22: إعادة تنظيم وزارة شئون البلديات والزراعة.[145]
- 22: تعيين محمد يوسف محمد العسم مديراً عاماً للثروة البحرية بالجهاز التنفيذي للمجلس الأعلى للبيئة بدرجة وكيل وزارة.[146]
- 22: صدر مرسوم رقم (16) لسنة 2024 بتسمية المجلس الأعلى للبيئة لتنظيم صيد واستغلال وحماية الثروة البحرية.[147]
- 22: إعادة تنظيم الجهاز التنفيذي للمجلس الأعلى للبيئة.[148]
- 23: إقامة فعاليات اليوم الرياضي لمملكة البحرين.[149]
- 25: إصدار الإطار العام لمراجعة أداء المدارس.[150]
- 25: إصدار الإطار العام لمراجعة أداء مؤسسات التعليم والتدريب المهني.[151]
- 26: أعلنت غرفة تجارة وصناعة البحرين على هامش مؤتمر اللجان الثالث 2024 فوز 5 شركات في الفئات الخمس من النسخة الأولى لجائزة «جدارة».[152]
- 26: تسمية وزارة الإعلام الجهة الإدارية المختصة بتطبيق أحكام القانون رقم (22) لسنة 2006 بشأن حماية حقوق المؤلف والحقوق المجاورة.[153]
- 26: الموافقة على انضمام مملكة البحرين إلى المعاهدة الدولية بشأن الموارد الوراثية النباتية للأغذية والزراعة.[154]
- 26: افتتاح المؤسسة المهنية للصيانة والتدريب وتطوير التصنيع.[155]
- 27: إعفاء أحمد يوسف أحمد الرويعي رئيس البعثة الدبلوماسية البحرينية لدى المملكة الأردنية الهاشمية وإبراهيم يوسف العبدالله رئيس البعثة الدبلوماسية البحرينية لدى الجمهورية التركية وفؤاد صادق البحارنة رئيس البعثة الدبلوماسية البحرينية لدى الجمهورية الجزائرية الديمقراطية الشعبية وإبراهيم محمود أحمد رئيس البعثة الدبلوماسية البحرينية لدى الجمهورية التونسية وناصر محمد يوسف البلوشي رئيس البعثة الدبلوماسية البحرينية لدى جمهورية إيطاليا من مهامهم.[156]
- 27: تعيين عصام عبدالعزيز الجاسم رئيساً للبعثة الدبلوماسية لمملكة البحرين لدى الجمهورية الفرنسية بلقب سفير فوق العادة مفوض وأسامة عبدالله العبسي رئيساً للبعثة الدبلوماسية لمملكة البحرين لدى جمهورية إيطاليا بلقب سفير فوق العادة مفوض ووليد خليفة المانع رئيساً للبعثة الدبلوماسية لمملكة البحرين لدى ماليزيا بلقب سفير فوق العادة مفوض وخليفة بن عبدالله بن حمد آل خليفة رئيساً للبعثة الدبلوماسية لمملكة البحرين لدى المملكة الأردنية الهاشمية بلقب سفير فوق العادة مفوض وعلي جاسم أحمد العرادي رئيساً للبعثة الدبلوماسية لمملكة البحرين لدى الجمهورية الجزائرية الديمقراطية الشعبية بلقب سفير فوق العادة مفوض وعبدالعزيز محمد العيد رئيساً للبعثة الدبلوماسية لمملكة البحرين لدى الجمهورية التونسية بلقب سفير فوق العادة مفوض وبسام أحمد مرزوق رئيساً للبعثة الدبلوماسية لمملكة البحرين لدى الجمهورية التركية بلقب سفير فوق العادة مفوض وسعود حسن النصف رئيساً للبعثة الدبلوماسية لمملكة البحرين لدى جمهورية كوريا بلقب سفير فوق العادة مفوض وخالد أحمد المنصور رئيساً للبعثة الدبلوماسية لمملكة البحرين لدى جمهورية العراق بلقب سفير فوق العادة مفوض.[157]
- 27: تكريم بهية جواد الجشي عضو المجلس الأعلى للمرأة بجائزة رانيا للعالم الإسلامي لعام 2024 من قبل حرم رئيسة وزراء ماليزيا.[158]
- 27: افتتاح ميدان الشهيد المقدم عبدالله راشد النعيمي.[159]
- 28: صرف مبالغ دعم الديزل للصيادين.[160]
- 28: صرف المكرمة الرمضانية للأسر المكفولة في المؤسسة الملكية للأعمال الإنسانية.[161]
- 29: جامعة البحرين تخرّج أول دفعة في برنامج ماجستير «تمريض صحة البالغين» الأول من نوعه في البحرين.[162]
- 29: انتهاء موسم البر الذي بدأ في الفترة من 10 نوفمبر 2023 وانتهى في موعده المحدد بتاريخ 29 فبراير 2024.[163]

### مارس
- 1: تدشين فعاليات «المنامة عاصمة الإعلام العربي 2024».[164]
- 1: أوضحت دراسة عالمية جديدة صادرة عن جامعة برمنغهام أن البحرينيين القدماء قاوموا الملاريا بسبب اكتسابهم جينات وراثية مساعدة. في الوقت الذي أكدت الدراسة أن الخلفية الوراثية للبحرينيين من حقبة تايلوس ترتبط بمناطق الأناضول وبلاد الشام والقوقاز.[165]
- 2: البحرين الأقل عالميا في نسبة العودة للجريمة بواقع 2.5% من إجمالي المستفيدين من برنامج العقوبات البديلة.[166]
- 2: إرسال شحنتين من المواد الإغاثية العاجلة بالتعاون بين المؤسسة الملكية للأعمال الإنسانية وقوة دفاع البحرين حيث تم تنفيذ عملية عمرو بن العاص لإنزال المساعدات البحرينية في غزة بالتعاون مع سلاح الجو الملكي الأردني.[167]
- 3: استضافة سباق جائزة البحرين الكبرى لطيران الخليج للفورمولا وان للعام 2024م.[168]
- 3: التوقيع على اتفاقية تشجيع وحماية الاستثمار، إضافة إلى اتفاقية بشأن إزالة الازدواج الضريبي فيما يتعلق بالضرائب على الدخل ومنع التهرب والتجنب الضريبي بين البحرين وهونغ كونغ.[169]
- 3: افتتاح وحدة الإقامة القصيرة للعلاجات البيولوجية التابعة لقسم الباطنية بمجمع السلمانية الطبي.[170]
- 3: تدشين محطة توليد الطاقة بالألواح الشمسية الكهروضوئية التابعة لشركة ايميرس الزياني بسعة 4.7 ميغاوات.[171]
- 4: عدد الرحلات البحرينية إلى مكة المكرمة لأداء مناسك العمرة وزيارة المسجد النبوي خلال العام 2023 بلغت 1416 رحلة.[172]
- 4: افتتاح المعرض السنوي للزهور والخضروات الذي ينظمه نادي البحرين للحدائق.[173]
- 5: كشفت أحدث الإحصائيات الصادرة عن هيئة التأمينات الاجتماعية عن الموظفات البحرينيات الإناث يشكلن نحو 53.5% من إجمالي الموظفين الجدد، ويبلغ عددهن ما يقارب 4819 بحرينية، وذلك من أصل 9 آلاف و13 موظفا جديدا انضم للقطاعين العام والخاص خلال الربع الأخير من العام الماضي.[174]
- 5: الموافقة على إدراج موقع أبوصيبع الأثري ضمن قائمة التراث العالمي.[175]
- 5: 7990 طالبا وطالبة من ذوي صعوبات التعلم بالمدارس الحكومية.[176]
- 5: مركز أحمد الفاتح الإسلامي يستقبل أكثر من 41 ألف زائر من 139 دولة في 2023.[177]
- 5: افتتاح أعمال قمة البحرين للمدن الذكية 2024.[178]
- 5: تسليم أكثر من 13 مليون دينار لصالح 7650 راشد خلال العام 2023 (الذين بلغوا سن الرشد بعد انتهاء الولاية عليهم قانونً).[179]
- 6: الاحتفال باليوبيل الفضي لتولي ملك البحرين مقاليد الحكم.[180]
- 6: الملك يصدر أمرا ملكيا رقم (16) لسنة 2024 باستحداث علم اليوبيل الفضي.[181]
- 6: انطلاق معرض الطوابع والعملات والوثائق بنسخته الـ13.[182]
- 6: جواز السفر الإلكتروني لمملكة البحرين يفوز بجائزة عالمية ك "أفضل جواز جديد لعام 2024" في منطقة أوروبا و الشرق الأوسط وأفريقيا ضمن جوائز الطباعة الأمنية العالية (HSP).[183]
- 6: اختيار المهندسة حليمة محمد إسماعيل عضواً بالمجلس الاستشاري للشباب لدى الاتحاد الدولي للاتصالات.[184]
- 7: الرخصة الذهبية في البحرين تجذب استثمارات بقيمة 2.4 مليار دولار أميركي.[185]
- 7: مملكة البحرين تدين مصادقة إسرائيل على بناء وحدات استيطانية جديدة في الضفة الغربية.[186]
- 7: الخدمات الطبية الملكية تطلق الحملة الوطنية للتوعية والكشف المبكر عن سرطان القولون والمستقيم.[187]
- 9: منح معهد جائزة الشرق الأوسط للتميز كريمة محمد العباسي الأمين العام لمجلس الشورى جائزة "تميز المرأة القيادية في الإدارة المؤسسية".[188]
- 9: افتتاح برنامج ريادات الشباب كمبادرة تهدف إلى تمكين المواهب الريادية والشركات الناشئة الشبابية في مملكة البحرين من تسويق منتجاتها ومشروعاتها وعرضها أمام الجماهير للتعرف على تلك المشاريع وجودتها.[189]
- 9: وصلت إلى قاعدة عيسى الجوية بسلاح الجو الملكي البحريني بقوة دفاع البحرين مجموعة من الطائرات المقاتلة (إف 16 بلوك 70) المتقدمة والمتطورة في منظوماتها التسليحية.[190]
- 9: طيران الخليج تحتفل بيوم المرأة العالمي بتسيير رحلة بطاقم نسائي.[191]
- 10: اختتام سوق المزارعين البحرينيين بالبديع.[192]
- 10: وزارة التربية والتعليم تستلم شهادة (آيزو 27001) في إدارة أمن المعلومات.[193]
- 14: انطلاق بطولة البحرين للإنتاج المحلي.[194]
- 14: تزكية موسى عبدالله علي رئيسا للجمعية العمومية لسواق سيارات )النقل العام( .[195]
- 14: أعداد المساجد والجوامع في البحرين ارتفعت بما نسبته 10% خلال 4 سنوات. في المقابل تقلص أعداد المؤذنين وأئمة المساجد خلال الفترة نفسها بنحو 17.5%.[196]
- 15: المجلس الأعلى للبيئة يعلن عن بدء حظر صيد أو تداول أو بيع سرطان البحر (القبقب).[197]
- 16: كشفت قائمة «فوربس الشرق الأوسط» لأقوى 100 شركة عائلية عربية لعام 2024 عن وجود 4 شركات عائلية بحرينية حيث ضمت قائمتها كلا من «يوسف بن خليل المؤيد» و«يوسف بن أحمد كانو» و«استثمارات الزياني» و«مجموعة فخرو».[198]
- 17: نقل أمل عيسى داود بوجندل مدير إدارة نظم المعلومات في شؤون الجمارك في وزارة الداخلية لتكون مديرًا لإدارة المعلومات والمتابعة في المحافظة الشمالية بذات الوزارة.[199]
- 17: أعلن بنك الإسكان تقاعد الدكتور خالد عبدالله من منصبه مديرا عاما للبنك.[200]
- 17: يُعين في هيئة المعلومات والحكومة الإلكترونية كل من: 1- سنان علي أحمد ناصر محسن مديرًا لإدارة الإحصاءات السكانية والديموغرافية 2- سيما أحمد محمد آل محمود مديرًا لإدارة التغيير وإعادة هندسة الإجراءات الإلكترونية[201]
- 17: نقل دلال ناصر شبيب النعيمي، مدير إدارة المعلومات والمتابعة في المحافظة الشمالية في وزارة الداخلية، لتكون مديراً لإدارة نظم المعلومات في شؤون الجمارك بذات الوزارة.[202]
- 17: احتلت مملكة البحرين المرتبة 34 على مستوى العالم بعدما أصدر برنامج الأمم المتحدة الإنمائي تقريره السنوي بشأن التنمية البشرية 2023/2024.[203]
- 18: حاكم إمارة الشارقة يشيد بعمق العلاقات التاريخية والأخوية بين البحرين والإمارات بعد أزمة الكتاب عن تاريخ فتح العتوب للبحرين.[204]
- 18: دشنت وزارة السياحة شعار المنامة عاصمة السياحة الخليجية لعام 2024 والفعاليات المصاحبة لهذه المناسبة.[205]
- 19: تعميم الدليل الإرشادي للتعمير في مناطق التراث العمراني.[206]
- 19: تعيين مديرين في الهيئة العامة للرياضة: 1- يوسف دعيج محمد محورفي    مديراً لإدارة المنشآت 2- محمد سلمان مكي حبيب  مديراً لإدارة الشئون القانونية والتراخيص[207]
- 19: إنشاء اللجنة الوطنية لمكافحة متلازمة النقص المناعي المكتسَب (الإيدز) برئاسة وزير الصحة.[208]
- 19: نقل وتعيين مدراء في معهد الإدارة العامة: 1- مريم فؤاد عبدالرحيم كمال       مديراً لإدارة الموارد البشرية والمالية 2- أيمن يوسف حسن سلمان          مديراً لإدارة التعليم والتطوير[209]
- 19: تعيين مديرين في وزارة التنمية الاجتماعية: 1-        عبدالإله حميد عبدالرضا عبدالعال      مديراً لإدارة المساعدات الاجتماعية 2-        إبراهيم أحمد إبراهيم الفضالة    مديراً لإدارة الرعاية الاجتماعية[210]
- 20: البحرين وسنغافورة توقعان معاهدة ثنائية لإنشاء محكمة تجارية دولية.[211]
- 21: العدد الحالي للأشجار هو 1.8 مليون شجرة.[212]
- 23: الإناث يستحوذن على ما نسبته 62.5% من إجمالي عدد المدرسين بالمدارس الحكومية. وبلغ عددهن نحو 7624 امرأة، وذلك من أصل 12 ألفا و200 مدرس ومدرسة.[213]
- 24: ارتفع عدد الإصابات في مواقع العمل بين البحرينيين والوافدين بشكل طفيف خلال الربع الأخير من العام الماضي مقارنة بالفترة نفسها من العام 2022. وازدادت أعداد إصابات البحرينيين خلال العام الماضي بنسبة 58.2%، حيث انخفضت نسبتهم بفارق بسيط عن عام 2022، إذ كانت تشكل نحو 58.22%.[214]
- 24: حققت مملكة البحرين المركز الأول في مسابقة دبي الدولية للقرآن الكريم لأصحاب الهمم في دورتها الثانية عشرة عبر فوز نور عبدالرزاق شكيب في فرع حفظ القرآن الكريم كاملا بالإضافة إلى فوزها بجائزة أفضل قراءة متقنة الأحكام.[215]
- 24: أظهر تقرير «IQAir» عن جودة الهواء في العالم لعام 2023، تحسن مؤشرات جودة الهواء في مملكة البحرين العام الماضي مقارنة بعام 2022، ورغم ذلك حلت المملكة في المرتبة الثانية عشرة عالميا والخامسة عربيا ضمن قائمة البلدان الأكثر تلوثا في العالم.[216]
- 24: تعيينات قضائية شملت ترقية 76 قضائيا مدنيا وشرعيا ورئيس نيابة، فيما ضم القرار 10 وجوه نسائية.[217]
- 26: نسبة الذكور الحاصلين على شهادات عليا (ماجستير ودكتوراه) تفوق الإناث، حيث شكلوا ما نسبته 66.3% من إجمالي الحاصلين على تلك الشهادات.[218]
- 26: أعلنت الهيئة الوطنية لعلوم الفضاء الموظفة عائشة محمد أمين الشاب الاستثنائي لعام 2024.[219]
- 26: تعيين سعود عبدالله عبدالرحمن يتيم مديراً لمركز الحماية والتظلمات في هيئة تنظيم سوق العمل.[220]
- 27: الأمانة العامة للتظلمات تباشر إجراءات التحقيق في واقعة وفاة النزيل بمركز الإصلاح والتأهيل بجو.[221]
- 27: الملك يأمر بصرف كسوة عيد الفطر للأرامل والأيتام.[222]
- 28: البحرين تدين إعلان إسرائيل مصادرة أراض فلسطينية محتلة في الضفة الغربية.[223]
- 29: 234 طالبا وطالبة من ذوي الإعاقة مسجلون بمؤسسات التعليم العالي.[224]
- 30: 1210 منشآت سياحية مرخصة في عام 2023.[225]
- 30: حلت مملكة البحرين في المرتبة الثانية عربيًّا والسادسة والخمسين عالميًّا ضمن مؤشر المرأة والسلام والأمن الصادر عن معهد جورج تاون للمرأة والسلام ومعهد أبحاث السلام في أوسلو.[226]
- 31: سجَّلت المجلة الدولية للحوسبة والأنظمة الرقمية، التي تصدرها كلية تقنية المعلومات بجامعة البحرين، تقدماً على معامل التأثير في قاعدة بيانات النشر العلمي العالمية (سكوبس)، حيث ارتفع إلى 1.7 نقطة.[227]
- 31: تنفيذ أحكام قضائية بمبلغ 96 مليون دينار في 2023 لصالح 131 ألف مستفيد.[228]
- 31: حظر صيد الصافي والشعري والعندق في فترة التكاثر.[229]

### أبريل
- 1: أدرجت البحرين 15 فردا و8 كيانات وقطعة بحرية بقائمة الإرهاب الوطنية للبحرين، ليصل عدد المدرجين في القائمة المحدّثة إلى 208 أفراد و172 كياناً و7 قطع بحرية.[230]
- 1: أصدر الملك أمرا ملكيا بمنح الشهيد مقدم عبدالله راشد حسن النعيمي وسام البحرين من الدرجة الثانية.[231]
- 1: مجلسي الشورة والنواب يوافقان على تمويل صندوق العمل «تمكين» بـ200 مليون دينار من وفورات صندوق التأمين ضد التعطل.[232]
- 1: تدشينَ أعمال تنفيذ المرحلة الثانية من مشروع بناء مدينة شرق سترة.[233]
- 1: فتح باب التقدم للمشاركة في جائزة رئيس مجلس الوزراء للصحافة.[234]
- 2: تعيين مديرين في جهاز الخدمة المدنية: 1- هيثم علي خليل ناس، مديراً لإدارة أداء وعلاقات الموظفين 2- حمد محمد عبدالرحمن الملا، مديراً لإدارة تنسيق خدمات الموارد البشرية المشتركة[235]
- 2: تعيين عباس عبدالله حسن الحايكي مديراً لإدارة الإنتاج الحيواني المحلي بوزارة شؤون البلديات والزراعة.[236]
- 2: تعيين مديرين في مركز الاتصال الوطني: 1- زينب عبدالعزيز جاسم النشيط، مديراً لإدارة المكتب الإعلامي 2- علي أحمد علي الجودر مديراً لإدارة التحليل والمتابعة الإعلامية.[237]
- 2: تعيينات في مركز الاتصال الوطني: 1- إسلام أحمد قريب الله عبدالجبار، مديراً عاماً لمكتب الاتصال الدولي. 2- سهاير إبراهيم عيسى الهاشمي، نائباً للرئيس التنفيذي لخدمات الاتصال المشتركة. 3- الدكتور محمد علي حميد الشعبان، نائباً للرئيس التنفيذي لعمليات الاتصال.[238]
- 2: التصديق على الاتفاقية بين مملكة البحرين ومجلس التعاون لدول الخليج العربية بشأن مقر المكتب الفني للاتصالات في مملكة البحرين.[239]
- 2: اعتماد  شيتيم تنزن، سفير مملكة بوتان المعين لدى مملكة البحرين والمقيم في الكويت، ونسخة من أوراق اعتماد  مودجايدو سومان اسوفو، سفير جمهورية بنين المعين لدى مملكة البحرين والمقيم في أبوظبي.[240]
- 2: تعيين صادق جعفر الشيخ منصور الستري وكيلاً مساعداً للموارد والمعلومات في وزارة شؤون البلديات والزراعة.[241]
- 2: تعيين يوسف محمد البنخليل وكيلاً لوزارة الإعلام. يُعين في وزارة الإعلام كُلٌّ من: 1-        يونس سلمان حسن الغيص    وكيلاً مساعداً لشئون الإذاعة والتلفزيون. 2-        عبدالرحمن خالد أحمد المدفع            وكيلاً مساعداً للشئون الإخبارية والتنظيمية.[242]
- 2: تجديد تعيين حسن عبدالله المدني نائباً لمحافظ محافظة العاصمة، وذلك لمدة أربع سنوات.[243]
- 2: تعيين محمد سلمان محسن العرادي مديراً عاماً لخدمات الموارد البشرية المشتركة بجهاز الخدمة المدنية بدرجة وكيل مساعد.[244]
- 2: منح المؤسسة الوطنية لحقوق الإنسان صفة مراقب في اللجان الوطنية الآتية: 1- اللجنة الوطنية للطفولة. 2- اللجنة العليا لرعاية شؤون ذوي الإعاقة. 3- اللجنة الوطنية لمكافحة الإتجار بالأشخاص. 4- اللجنة الوطنية للمسنين.[245]
- 3: إجمالي عدد المركبات التي تسير على طرقات المملكة إلى 781 ألفا و152 سيارة.[246]
- 3: افتتاح مشروع مركز بنك البحرين الوطني للتصلب المتعدد، الكائن بمحافظة المحرق.[247]
- 3: وفاة الإعلامي عيسى عبدالله الماضي.[248]
- 4: 84,31% متوسط التزام أصحاب الأعمال بنظام حماية الأجور.[249]
- 6: الأمم المتحدة تحتفل بمبادرة البحرين لإحياء اليوم العالمي للضمير.[250]
- 8: المؤسسة الوطنية لحقوق الإنسان ترحب بالمرسوم الملكي الشامل للعفو عن (1584) محكومًا.[251]
- 9: أعربت دولة الكويت عن استيائها مما قام به عضو مجلس النواب عبد الله الرميحي من زيارة لأحد المرشحين النيابيين بدولة الكويت في انتخابات «أمة 24» وإعلان مساندته ودعمه للمرشح النيابي في 1 ابريل 2024.[252]
- 9: الاقتصاد البحريني يحقق نموًا حقيقيًا بنسبة 2,4% خلال عام 2023.[253]
- 10: 'السفير سعود علي النصف القنصل العام لمملكة البحرين في دبي يمنح«ميدالية السعادة».[254]
- 10: إقامة صلاة عيد الفطر المبارك.[255]
- 14: فازت الهيئة الوطنية لعلوم الفضاء بالمرحلة الثانية من منحة الصندوق البريطاني الثنائي لتطوير التقنيات الفضائية التابع لوكالة الفضاء البريطانية، وذلك من خلال التعاون مع مجموعة يوسف بن أحمد كانو وجامعة ليستر في المملكة المتحدة وشركة جيوسباتشيال إنسايت البريطانية، حيث ستعمل الهيئة مع شركائها على تصميم وتطوير حمولة فضائية تُعنى برصد غاز ثاني أكسيد الكربون.[256]
- 15: إجمالي إنفاق الصندوق على الدورات التدريبية سواء للباحثين عن عمل المسجلين ضمن قوائم وزارة العمل أو الموظفين منذ بداية الفصل التشريعي الحالي الممتد من 12 ديسمبر 2022 حتى 7 يناير 2024 بلغ 9484 متدربا بكلفة إجمالية بلغت 10113593 دينارا.[257]
- 15: إعادة تشكيل مجلس أمناء معهد البحرين للتنمية السياسية برئاسة الدكتور علي بن محمد الرميحي.[258]
- 15: إعادة تشكيل مجلس إدارة الهيئة العامة للتأمين الاجتماعي برئاسة رشيد محمد المعراج.[259]
- 16: إحالة عاملين بوزارة التـنمية إلى النيابة لارتكابهم مخالفات تتعلق ببرنامج «خطوة».[260]
- 16: ثلاث مدارس بحرينية تفوز بجوائز التميز المدرسي من مكتب التربية العربي لدول الخليج العربي.[261]
- 16: إنشاء وتشكيل اللجنة العليا لتنظيم دورة الألعاب المدرسية 2024 برئاسة الدكتور محمد بن مبارك جمعة.[262]
- 17: أمطار سنة ونصف هطلت في ساعتين.[263]
- 17: تعيين علي بن ذياب بن صقر النعيمي مديراً لإدارة التخطيط والمشاريع بوزارة الخارجية.[264]
- 17: إدانة عدد عشرة من مسئولي عدد من الشركات لقيامهم بتصدير الأسماك وأصناف الثروة البحرية دون الحصول على موافقة الإدارة المختصة، وذلك بالمخالفة لأحكام القانون، وذلك بأن قضت بتغريمهم مبلغ ألف دينار.[265]
- 17: ولي العهد رئيس مجلس الوزراء يأمر وزارة شؤون البلديات والزراعة ووزارة الأشغال بحصر الأضرار الناتجة عن تجمع مياه الأمطار وتعويض المتضررين.[266]
- 18: معهد البحرين للتنمية السياسية يطلق برنامج «مسارات وطنية» للقيادات العليا وموظفي القطاعين العام والخاص.[267]
- 18: نال مركز سمو الشيخ ناصر للبحوث والتطوير في الذكاء الاصطناعي شهادة الامتثال لمعيار الجودة ISO/IEC 23053:2022.[268]
- 19: معالجة خلل فني محدود ناتج عن الأمطار بخزان نفط في سترة.[269]
- 20: دشنت الممرضتان البحرينيتان مها مجيد المعارج وفاطمة عطية العرادي كتاب «مكافحة العدوى والوقاية منها»، الذي يُعدّ الكتاب الأول من نوعه في مملكة البحرين.[270]
- 20: وزارة التربية والتعليم تطلق دروس تقوية مجانية مسائية في المواد الأساسية عبر منصة مايكروسوفت تيمز.[271]
- 20: مريم عذبي الجلاهمة الرئيس التنفيذي للمستشفيات الحكومية تتسلم «وسام فارس جوقة الشرف المرموق» من السفير الفرنسي.[272]
- 20: تصدرت مملكة البحرين دول مجلس التعاون لدول الخليج العربية في توقعات صندوق النقد الدولي بشأن النمو خلال عام 2024.[273]
- 21: جواز السفر الإلكتروني لمملكة البحرين يفوز بجائزة ( آي. إف. ديزاين أورد 2024) الألمانية.[274]
- 21: تعيين أحمد سامي جواد التاجر وكيلاً مساعداً للطرق في وزارة الأشغال.[275]
- 21: تعيين مديرين عامين في وزارة الخارجية:     الشيخ عبدالله بن علي آل خليفة      مديراً عاماً للعلاقات الثنائية.     فاطمة عبدالله الظاعن        مديراً عاماً للتعاون الدولي.[276]
- 21: تعيين سفراء في وزارة الخارجية: 1.       خليل يعقوب الخياط. 2.       راشد عبداللطيف الزياني. 3.       الدكتور محمد علي بهزاد. 4.       أحمد إبراهيم القرينيس.[277]
- 21: التصديق على بروتوكول مونتريال بشأن المواد المستنفدة لطبقة الأوزون بصيغته المعدلة حتى تعديلات كيغالي 2016.[278]
- 21: إعادة تنظيم هيئة الكهرباء والماء.[279]
- 21: تعيين فيصل أحمد محمد صالح عبدالله وكيلاً مساعداً للسجل التجاري والشركات في وزارة الصناعة والتجارة.[280]
- 21: تعيين محمد خالد محمد نور عبدالله مديراً لإدارة المناطق الصناعية في وزارة الصناعة والتجارة.[281]
- 21: تعيينات في وزارة الخارجية: 1- سلمان حسن الجلاهمة            رئيساً لقطاع شؤون الأمريكيتين 2- سعيد عبدالخالق سعيد          رئيساً لقطاع التنسيق والمتابعة 3- مريم عادل المناعي        رئيساً لقطاع الاتصال 4- رنا محمد حسن            مديراً لإدارة نظم المعلومات 5- حاتم عبدالحميد شريف          رئيساً لقطاع المنظمات 6- منيرة نوفل الدوسري   رئيساً لقطاع الشؤون الآسيوية والمحيط الهادئ 7- حسن إبراهيم صالح     مديراً لإدارة التدريب واللغات 8- الدكتور أحمد محمد الحدي   مديراً لإدارة الدراسات والتقييم 9- اليازية عبدالرحمن عبدالملك   مديراً لإدارة الشؤون الأكاديمية  [282]
- 21: انطلاق أعمال قمة C3 دافوس للرعاية الصحية تحت شعار "تطور الرعاية الصحية العالمية".[283]
- 21: المستشفى العسكري يدشن أول روبوت جراحي من طراز (Hugo) في منطقة الشرق الأوسط وشمال أفريقيا.[284]
- 21: التعامل مع التسرب الناجم بأحد خزانات النفط في مراحله الأخيرة والروائح المنبعثة قد تستمر لعدة أيام.[285]
- 21: قررت وزارة التربية والتعليم الانتقال مؤقتاً إلى نظام التعلم عن بعد عبر المنصة الرقمية في المؤسسات التعليمية الواقعة في منطقة سترة والمناطق القريبة منها.[286]
- 21: مدير إدارة الرقابة والحماية البيئية بالمجلس الأعلى للبيئة: تلقي شكاوي من عدد من المؤسسات التعليمية حول روائح منتشرة في منطقة سترة وما جاورها ومتابعتها ميدانياً.[287]
- 22: اكتشاف ينابيع جديدة للمياه العذبة في موقع تلة وادي البحير.[288]
- 22: أكد رئيس الامن العام أن العمل جارٍ من قبل الجهات المعنية لمواجهة مشكلة رائحة الغاز المنتشرة في بعض مناطق المملكة، مشيرا إلى أن شركة بابكو بالتنسيق بين وزارة النفط والبيئة والإدارة العامة للدفاع المدني والجهات المساندة الأخرى.[289]
- 22: افتتاح المعرض العالمي للتعليم العالي «جدكس 2024» والمؤتمر المصاحب له.[290]
- 23: أكد الدكتور عبدالرحمن جواهري الرئيس التنفيذي لشركة «بابكو للتكرير» أنه هناك سيطرة كاملة على الأوضاع في تسريب «الغاز» من أحد خزانات النفط في منطقة سترة.[291]
- 23: البحرين وهونغ كونغ توقعان اتفاق الاعتراف المتبادل بـ«المشغل الاقتصادي المعتمد».[292]
- 23: انعقاد اجتماع مشترك بين السلطة التنفيذية والسلطة التشريعية وذلك للاطلاع على الإجراءات التي اتخذتها الجهات المعنية للتعامل مع التسرب في أحد خزانات النفط التابعة لشركة بابكو للتكرير.[293]
- 23: الاتحاد الأوروبي يقر منح مواطني البحرين فيزا cascade الأوروبية مدة خمس سنوات.[294]
- 24: عدد الإصابات بمرض السرطان التي تم تسجيلها في مملكة البحرين بلغت 1146 حالة في 2022، وان الذكور بلغ عددهم 516 حالة بنسبة 45% والاناث 630 حالة بنسبة 55%، .[295]
- 24: زيادة بنسبة 32% في الإيرادات السياحية خلال 2023 مقارنة بـ2022.[296]
- 24: اعتماد قواعد جديدة تمنح مواطني البحرين والسعودية وعمان «التشنغن» المتعددة السفرات.[297]
- 25: جامعة البحرين الطبية تحصل على جائزة الاستشارة المهنية والمشاريع البحثية في معرض جيدكس 2024.[298]
- 25: الانتهاء من تفريغ خزان النفط وإنهاء حالة الطوارئ وعودة الأوضاع إلى طبيعتها.[299]
- 25: إقامة الحفل الختامي للدورة الرابعة لمسابقة البحرين العالمية لتلاوة القرآن الكريم عبر الإنترنت (القارئ العالمي).[300]
- 25: خدمات جوازات المطار تحصل على المركز الثالث عالمياً ضمن جوائز شركات الطيران العالمية 2024.[301]
- 26: إقامة حفل جائزة صاحبة السمو الملكي الأميرة سبيكة بنت إبراهيم آل خليفة لتشجيع الأسر المنتجة في دورتها السابعة عشرة.[302]
- 27: 5.2 مليارات دينار إجمالي الدين لدى الهيئات العامة والشركات الحكومية.[303]
- 27: مملكة البحرين تفوز بجائزة خدمة العملاء الدولية من الاتحاد البريدي العالمي.[304]
- 27: تسلم خالد بن عبد الله آل خليفة نائب رئيس مجلس الوزراء وسام رواد التنمية الذي يمنحه البرلمان العربي للشخصيات العربية المرموقة من غير البرلمانيين كأول مسؤول عربي ينال هذا التكريم.[305]
- 28: طيران الخليج تعلن عودة رحلاتها الجوية إلى العراق.[306]
- 28: أكد مصرف البحرين المركزي سلامة كافة الإصدارات النقدية من فئة الخمسة دنانير وقابليتها للتداول.[307]
- 28: انتخب أعضاء اللجنة العمومية للشبكة الدولية لهيئات ضمان جودة التعليم العالي مريم حسن مصطفى الرئيس التنفيذي لهيئة جودة التعليم والتدريب، لعضوية مجلس إدارة الشبكة الدولية، لتكون المرأة العربية الوحيدة التي تم انتخابها في هذه الدورة.[308]
- 28: 23٪؜ نمو قيمة التداولات العقارية في مملكة البحرين مقارنة بنفس الفترة من العام 2023.[309]
- 28: تدشين برنامج "دور العبادة الخضراء".[310]
- 29: انتخب مؤتمر العمل العربي في دورته الخمسين رئيس الاتحاد الحُر لنقابات عمال البحرين يعقوب يوسف محمد، نائباً لرئيس المؤتمر عن فريق العمال التي تنظمها منظمة العمل العربية في العراق.[311]
- 29: رئيس مجلس إدارة البتروكيماويات يفتتح مشروع الطاقة الشمسية.[312]
- 30: بدء سريان حظر صيد أسماك الشعري والصافي والعندق من 1 مايو.[313]
- 30: 30 ألف زائر بحريني للعراق في 2023.[314]
- 30: افتتاح محطة مدينة خليفة لتوزيع المياه بكلفة تقدر بحوالي 13 مليون دينار بتمويل من للصندوق السعودي للتنمية.[315]

### مايو
- 1: اختيار فؤاد محمد الأنصاري رئيس جامعة البحرين لعضوية إدارة المجلس العربي للشباب التابع للاتحاد مدة ثلاثة أعوام.[316]
- 2: حصلت شيخة نبيل الحمد المعلمة الأولى للمواد التجارية بمدرسة الرفاع الغربي الثانوية للبنات على جائزة خليفة التربوية في دورتها السابعة عشرة عن فئة المعلم المبدع على مستوى الوطن العربي.[317]
- 3: «مركز الاتصال الوطني»: سرايا الأشتر منظمة إرهـابـيـة تـمـارس أنـشـطـتـهـا خـارج البحرين.[318]
- 3: 54 مليون دينار خسائر ممتلكات في 2022.[319]
- 4: وفاة الناشط الاجتماعي حسن سليمان النعيمي.[320]
- 5: فاز عضو مجلس إدارة المجلس البحريني للألعاب القتالية رئيس الاتحاد البحريني للجوجيتسو رضا إبراهيم منفردي، بمنصب النائب الأول لرئيس الاتحاد الآسيوي للجوجيتسو.[321]
- 5: تعيين عبد الله عبد اللطيف عبدالله مندوباً دائماً لمملكة البحرين لدى مكتب الأمم المتحدة في جنيف، بلقب سفير فوق العادة مفوَّض.[322]
- 5: فوز مشروع بحريني مصري مشترك لاستكشاف القمر الجنوبي على مهمة 7-Chang'e الصينية.[323]
- 5: توج البروفيسور عبدالله الحواج اتحاد الجامعات العربية الرئيس المؤسس رئيس مجلس أمناء الجامعة الأهلية بجائزة شخصية العام .[324]
- 5: صدور أمر ملكي بفض دور الانعقاد الثاني من الفصل التشريعي السادس لمجلسي الشورى والنواب.[325]
- 5: البحرين خالية من أمراض الملاريا والحمى الصفراء وحمى الضنك والزيكا.[326]
- 6: انطلاق مسابقة البحرين الوطنية للروبوت في نسختها الـ 13 بمشاركة 364 طالبًا ضمن 118 فريقًا من 58 مدرسة.[327]
- 7: مصرف البحرين المركزي يتسلم جائزة الشيخ سالم العلي الصباح للمعلوماتية.[328]
- 7: أعلنت هيئة البحرين للسياحة والمعارض عن الفوز بجائزة "أفضل وجهة لحفلات الزفاف في الشرق الأوسط لعام 2024" و"أفضل مركز لحفلات الزفاف الكبرى في الشرق الأوسط لعام 2024".[329]
- 9: تشكيل مفوضية حقوق السجناء والمحتجزين برئاسة أمين عام التظلمات بوزارة الداخلية.[330]
- 11: وفاة عبدالله بن سلمان بن خالد آل خليفة رئيس المكتب العسكري للملك.[331]
- 11: إجراء 91 ألف فحصاً مخبرياً للمياه المعالجة في العام 2023.[332]
- 13: المجلس الأعلى للبيئة يعلن رفع حظر صيد (القبقب).[333]
- 14: تعيين يوسف أحمد حسن أحمد عضوًا في مجلس إدارة هيئة تنظيم سوق العمل.[334]
- 14: إعادة تشكيل مجلس أمناء مراكز الرعاية الصحية الأولية برئاسة الدكتور عبدالوهاب محمد عبدالوهاب.[335]
- 14: إعادة تشكيل مجلس أمناء المستشفيات الحكومية برئاسة الشيخ هشام بن عبد العزيز آل خليفة.[336]
- 14: إعادة تشكيل مجلس أمناء جامعة البحرين برئاسة وزير التربية والتعليم.[337]
- 16: إصدار طابع بريد تذكاري بمناسبة انعقاد «قمة البحرين».[338]
- 16: فاز طلبة كلية الهندسة بجامعة البحرين بالمركز الأول في مسابقة شركة «أسبنتك» للابتكار، والمركز الثاني في مسابقة السيارة الكهروكيميائية اللتين أقيمتا على هامش مؤتمر ومعرض الشرق الأوسط لهندسة العمليات (ميبك 2024) في نسخته السادسة.[339]
- 16: قصر الصخير يحتضن القمة العربية في دورتها العادية الثالثة والثلاثين.[340]
- 19: 277 مليون دينار إجمالي الصادرات السلعية وطنية المنشأ خلال شهر أبريل من عام 2024.[341]
- 20: فازت وزارة الداخلية من خلال حسابها على موقع التواصل الاجتماعي (انستجرام) بالمركز الثاني عربيًا في مؤشر المعلوماتية ضمن جائزة سمو الشيخ سالم العلي الصباح للمعلوماتية.[342]
- 22: تشكيل لجنة تحكيم الدورة السادسة لجائزة عيسى لخدمة الإنسانية.[343]
- 22: تمكنت بلدية المنطقة الجنوبية من الحصول على شهادة الآيزو في إدارة نظام الجودة وفق المواصفات الدولية (ISO9001:2015).[344]
- 22: القيادة العامة لقوة دفاع البحرين تعلن عن فتح باب التطوع للمدنيين (الذكور والإناث) للالتحاق بالقوة الاحتياطية.[345]
- 22: لأول مرة في تاريخعا تقوم وزارة التربية والتعليم بتوزيع جميع كتب العام الدراسي القادم قبل الإجازة الصيفية.[346]
- 23: حصل مركز البحرين للأورام على اعتماد فيرتكس « «VERTEX لإتاحة هذا العلاج المتقدم للمصابين بفقر الدم المنجلي (السكلر) ومرض الثلاسيميا المعالج بنقل الدم.[347]
- 23: الملك يصل إلى موسكو والطائرات الحربية الروسية ترافق الطائرة الملكية ترحيبا بوصوله.[348]
- 26: إدانة متهم لتسيير حملة للحج بدون ترخيص وتغريمه 10 آلاف دينار.[349]
- 28: مجلس «التعليم العالي» يرصد مؤسسة تعليمية وهمية ثالثة ويحيلها إلى النيابة.[350]
- 28: إعادة تشكيل مجلس إدارة مصرف البحرين المركزي برئاسة حسن خليفة الجلاهمة.[351]
- 28: تعيين حسين علي منصور آل شهاب وكيلاً مساعداً للمشاريع في مكتب رئيس مجلس الوزراء.[352]
- 28: تعيين العميد جاسم محمد الغتم نائبًا لمحافظ محافظة المحرق.[353]
- 28: إعادة تشكيل مجلس أمناء كلية البحرين التقنية (بوليتكنك البحرين) برئاسة الدكتور محمد بن مبارك جمعة.[354]
- 28: تعيين فدوه عبدالعزيز يعقوب زيد مديراً لإدارة مشاريع النقل البري في وزارة المواصلات والاتصالات.[355]
- 28: الموافقة على انضمام مملكة البحرين إلى اتفاقية تسهيل حركة الملاحة البحرية الدولية لعام 1965.[356]
- 28: إعادة تشكيل مجلس إدارة هيئة البحرين للسياحة والمعارض برئاسة وزير السياحة.[357]
- 28: تعيين مدراء في مكتب رئيس مجلس الوزراء: 1- عيسى إبراهيم البوعركي     مديراً لإدارة جودة الخدمة الحكومية 2- شاهين عبدالله المضحكي   مديراً لإدارة العمليات 3- مريم منصور كازروني       مديراً لإدارة المشاريع[358]
- 28: تعيين مريم علي محمد العامر مديراً لإدارة الدراسات والسياسات العمرانية في هيئة التخطيط والتطوير العمراني.[359]
- 28: حصول حسين علي الريس، مشرف التفتيش الصحي في وزارة الصحة على جائزة منظمة الصحة العالمية في مجال مكافحة التبغ.[360]
- 29: الملك يصل إلى العاصمة الصينية بكين في زيارة دولة لجمهورية الصين الشعبية الصديقة.[361]
- 30: أفادت وزارة التربية والتعليم بأنها قد أحالت عضو هيئة تعليمية إلى التحقيق الإداري مع التوصية بفصله من الخدمة بعد أن رصدت كاميرا المدرسة قيامه بشكل متكرر بالاعتداء البدني بالضرب على الطلبة بمدرسة وادي السيل الابتدائية الإعدادية للبنين.[362]
- 30: ارتفاع منسوب المياه الجوفية في بعض مناطق سترة.[363]
- 30: افتتاح المؤتمر الصحي الأول لذوي الإعاقة.[364]
- 30: حصل الدكتور أيمن طارق سعيد على الميدالية الذهبية لتفوقه في جراحة التجميل والترميم من المملكة المتحدة وإيرلندا بعد اجتيازه البورد الخاص بجراحة التجميل المسمى (FRCS (Plast وحصوله على المركز الأول بين جراحي التجميل.[365]
- 30: المجلس الأعلى للبيئة يعلن انتهاء فترة حظر صيد أسماك الشعري والصافي والعندق من اول يونيو.[366]
- 31: مدرسة الحكمة الدولية المدرسة الوحيدة في البحرين الحاصلة على الاعتماد الدولي ستيم من كوجنيا.[367]

### يونيو
- 1: فوز الدكتورة فجر السلوم بمنصب نائب رئيس المنظمة العالمية للصحة الحيوانية.[368]
- 2: وصول أولى رحلات طيران الخليج إلى النجف بالعراق.[369]
- 2: فريق قوة دفاع البحرين يحقق المركز الثالث دوليًا في مسابقة أفضل فريق قناص دولي.[370]
- 2: نتائج متقدمة للبحرين في نسخة 2024 من تقرير المرأة وأنشطة الأعمال والقانون الصادر عن البنك الدولي.[371]
- 3: إعادة افتتاح مسجد سيادي ضمن متحف بيت سيادي في المحرق.[372]
- 3: الفوج الأول من حجاج البحرين يتوجه إلى مكة جوا لأداء مناسك الحج.[373]
- 4: طلبة مملكة البحرين يحققون المركز الثالث في مسابقة شركة هواوي العالمية في الصين.[374]
- 5: وزارة التربية والتعليم تطلق برنامجا تدريبيا لتعزيز مهارات تدريس اللغة الإنجليزية وتحضير الطلبة للاختبارات الدولية نوفيل وايلتس.[375]
- 5: تعيين عيسى ناصر النعيمي وكيلاً لوزارة الخارجية للشئون القنصلية والإدارية.[376]
- 5: الملك يأمر بصرف كسوة عيد الأضحى لأرامل وأيتام المؤسسة الملكية.[377]
- 6: المجلس الأعلى للبيئة يحصل على شهادة الآيزو (ISO 9001:2015) في إدارة نظم الجودة.[378]
- 9: المجلس الأعلى للبيئة يطلق 85,600 من صغار الأسماك داخل المياه الإقليمية.[379]
- 10: جامعة العلوم التطبيقية الأعلى تصنيفا في مملكة البحرين وبترتيب 539 عالميا بحسب تصنيف QS لعام 2025.[380]
- 10: حصول مملكة البحرين على المرتبة الثانية على مستوى الدول العربية في «مؤشر تنمية الشباب العالمي 2023»، الصادر عن الأمانة العامة لرابطة الكومونولث ومعهد الاقتصاد والسلام.[381]
- 11: وزير التربية والتعليم يعتمد النتائج النهائية لطلبة المدارس بنسبة نجاح 96% في الثانوية العامة وارتفاع أداء الثالث إعدادي.[382]
- 12: إعادة تنظيم هيئة البحرين للثقافة والآثار.[383]
- 12: إعادة تشكيل مجلس إدارة صندوق الضمان الصحي برئاسة رئيس المجلس الأعلى للصحة.[384]
- 12: إعادة تشكيل مجلس إدارة بابكو إنرجيز "شركة مساهمة بحرينية مقفلة" (ش.م.ب.م) برئاسة ناصر بن حمد آل خليفة مستشار الأمن الوطني الأمين العام لمجلس الدفاع الأعلى.[385]
- 12: إعادة تنظيم الهيئة العامة للرياضة.[386]
- 12: تعيين محمد بن علي الغتم رئيساً للبعثة الدبلوماسية لمملكة البحرين لدى دولة قطر بلقب سفير فوق العادة مفوض.[387]
- 12: تعيين سونيا محمد جناحي عضو مجلس إدارة غرفة تجارة وصناعة البحرين في منصب عضو أصيل في مجلس إدارة منظمة العمل الدولية ونائب رئيس المنظمة لأصحاب العمل عن قارة آسيا، بصفتها أول سيدة أعمال عربية تتولى هذا المنصب منذ تأسيس المنظمة.[388]
- 13: حصول الجندي أول فاطمة زكريا الماجد المركز الأول في المجموع العام في إحدى الدورات المتخصصة في الحرس الملكي.[389]
- 13: إخماد حريق كبير في سوق المنامة القديم.[390]
- 14: إغلاق المناطق المتضررة ومسح استقصائي لتحديد أسباب الحريق وحصر الأضرار في سوق المنامة القديم.[391]
- 15: الملك يصدر مرسوماً بالعفو الخاص والإفراج عن 545 نزيلاً بمناسبة عيد الأضحى المبارك.[392]
- 16: ولي العهد رئيس مجلس الوزراء يؤدي صلاة عيد الأضحى المبارك وسط غياب الملك للمرة الأولى منذ توليه الحكم.[393]
- 18: حققت مملكة البحرين قفزة نوعية ضمن تصنيف التنافسية العالمية 2024 الصادر عن مركز التنافسية العالمية – المعهد الدولي للتنمية الإدارية (IMD) متقدمة 9 مراتب منذ إدراجها في عام 2022، لتحتل المركز 21 عالمياً ضمن تصنيف العام الحالي.[394]
- 20: إعادة فتح المحلات غير المتضررة من حريق سوق المنامة.[395]
- 20: الملك يوجه إلى تحويل جميع الميزانيات المخصصة للاحتفالات بمناسبة اليوبيل الفضي إلى الجمعيات والصناديق الخيرية.[396]
- 21: أعلنت المدرسة البريطانية في البحرين (BSB) عن فوزها بمسابقة انسبايرد العالمية للروبوتات 2024 للعام الثاني على التوالي، حيث فاز هذا العام الطالبان ياش وفيدانت من القادة الرقميين للصف الخامس، في الفئة العمرية من 9-10 سنوات.[397]
- 21: الطبيبة ريم الأنصاري تنال الدكتوراه من المستشفى الجامعي بجامعة هارفارد في تخصص التعليم الطبي القائم على المحاكاة.[398]
- 22: المنتخب العسكري يحقق المركز الأول في بطولة العالم العسكرية للغولف.[399]
- 23: القيادة العامة لقوة دفاع البحرين تعلن عن فتح باب التطوع للمدنيين (الذكور والإناث) للالتحاق بالقوة الاحتياطية.[400]
- 23: لا تغيير في أسعار المنتجات المدعومة ومنها منتجات الدقيق لخبز المخابز التقليدية والمنتجات المدعومة الأخرى.[401]
- 23: أعلنت الهيئة الوطنية لعلوم الفضاء، فوز مرشحتها حصة بنت علي آل خليفة بمنصب النائب الثاني لرئيس لجنة استخدام الفضاء الخارجي في الأغراض السلمية لعام 2025.[402]
- 24: تعيين الدكتورة المستشارة أمينة عيسى مبارك رئيسا لمكتب حماية المجني عليهم والشهود، وتعيين رئيس النيابة فاطمة جاسم الكوهجي عضواً في التفتيش القضائي، وتعيين رئيس النيابة زهرة حسين مراد نائبا لرئيس نيابة المحافظة الجنوبية.[403]
- 24: البحرين تفوز باستضافة كونجرس الجمعية الدولية للمعارض (يو إف آي 2026).[404]
- 24: اتفاق على آليات لبدء محادثات حول استئناف العلاقات بين البحرين وإيران.[405]
- 24: تشكيل لجنة مراجعة حالات اكتساب الجنسية.[406]
- 25: استمرار تصنيف مملكة البحرين ضمن الفئة الأولى عالمياً لمكافحة الاتجار بالأشخاص.[407]
- 25: حصدت شبكة البحرين (بي نت) الشركة الوطنية المسؤولة عن توفير شبكة النطاق العريض المعتمدة على الفايبر في مملكة البحرين على ثلاث جوائز عالمية وهي الجائزة الفضية من الجمعية الملكية للوقاية من الحوادث (روسبا) ضمن فئة "الإنجاز " و"جائزة السلامة الدولية ضمن فئة " الجدارة "من مجلس السلامة البريطاني وجائزة التميز في الصحة و السلامة المهنية من مجلس السلامة الوطني الأمريكي.[408]
- 26: حققت مملكة البحرينالمركز الخامس عالمياً والثالث عربيًا في مؤشر تنمية تقنية المعلومات والاتصالات (IDI) للعام 2024 الصادر عن الاتحاد الدولي للاتصالات.[409]
- 26: حصلت وزارة الخارجية على جائزة البحرين للمحتوى الرقمي 2023 BDC Awards عن تطبيق "وجهتي".[410]
- 27: هيئة البحرين للسياحة والمعارض تحصد جائزة البحرين للمحتوى الرقمي عن بوابتها الإلكترونية.[411]
- 27: ارتفاع الرقعة الخضراء في البحرين بنسبة 53%.[412]
- 29: في أول دراسة أكاديمية لباحثة بحرينية عن العلاقات العربية الإفريقية، نالت إيناس هارون عبداللطيف البستكي وهي من منتسبي وزارة الداخلية، درجة الماجستير بتقدير عام جيد جدًا، من كلية الدراسات الإفريقية بجامعة القاهرة.[413]
- 29: وزارة الأشغال تفوز بجائزة البحرين للمحتوى الرقمي عن نظام "خدمة التأهيل المسبق للمقاولين".[414]
- 29: انتخب المجلس التنفيذي لمنتدى الطاقة الدولي، البحريني جاسم الشيراوي أميناً سادساً للمنتدى، خلال اجتماع ترأسه محمد كردي من السعودية في روما.[415]
- 30: استطلاع: 81% من المواطنين: أداء النواب دون المستوى.. و62% لم يركزوا على قضايا تهمنا!.[416]
- 30: مركز الملك حمد العالمي يطلق دبلوم التعايش السلمي بالتعاون مع جامعة الأمم المتحدة للسلام.[417]

### يوليو
- 1: أعلنت شركة البحرين لمطاحن الدقيق تأجيل تطبيق قراراتها المتعلقة بأسعار منتجاتها مدة ثلاثة أشهر.[418]

## الوفيات
- 3 فبراير: عبد الله السعداوي، مخرج ومؤلف وممثل مسرحي بحريني. (76 سنة) [419]